# Alexandre Desplat
Alexandre Michel Gérard Desplat (Párizs, 1961. augusztus 23. –) francia zeneszerző, zenekarvezető, akit a nagyközönség elsősorban filmzenéiről ismer. kétszeres Oscar-díjas, többszörös César-díjas, BAFTA-, Golden Globe-, Grammy- és Európai Filmdíjas művész.

## Életrajz
Francia apa és görög anya gyermeke, akik az Amerikai Egyesült Államokban ismerkedtek meg és házasodtak össze, így Alexandre Desplat három kultúra örököse.
Ötévesen kezdett zongorázni, majd trombita- és fuvolaleckéket vett. A klasszikus zene mellett élénken érdeklődött a dzsessz, a brazil és az afrikai zenék iránt. Tizenévesen hosszú órákat töltött mozikban; filmszeretete mellett szorgalmasan tanulmányozta Maurice Jarre, Nino Rota, Bernard Herrmann, John Williams és Jerry Goldsmith partitúráit. Végül ő maga is filmzenével kezdett foglalkozni.
Karrierjének első időszakában főként francia filmek zenéjét szerezte, első komoly sikerét 2006-ban érte el, amikor Jacques Audiard Halálos szívdobbanás című filmdrámája zenéjéért César-díjat, majd Arany Csillag díjat kapott. Az első sikereket számos olyan francia, európai és nemzetközi sikerfilm zenéjének komponálása követte, mint A királynő, Az arany iránytű, a Largo Winch – Az örökös, a Benjamin Button különös élete, az Alkonyat – Újhold, a Harry Potter és a Halál ereklyéi (1. rész és 2. rész). 2010-ben komponálta Tom Hooper A király beszéde című történelmi filmdrámájának zenéjét, amely a negyedik Oscar-jelölést hozta meg számára. 2013-ban az Az Argo-akció zenéjéért ismét Oscar-díjra jelölték. 2015-ben A Grand Budapest Hotel zenéjéért vehette át az Oscar-díjat.
Felesége Dominique Lemonnier hegedűművész, aki művészeti vezetője és műveinek fő előadója. Kivételes együttműködésük eredményezte Desplat vonós hangszerekre írt zenéjének egyedi stílusát. Megalapították az eredeti Desplat-darabokat játszó Traffic Quintet elnevezésű zenekarukat (vonósnégyes, nagybőgővel), amelynek rendszeresen dolgoz át filmzenét is.
2010-ben meghívták a cannes-i fesztivál versenyfilm-zsűrijébe.
2011. július 14. óta a francia Becsületrend lovagja.

## Válogatott filmográfia
- 1994 – Férfiak mélyrepülésben, rendezte: Jacques Audiard
- 1995 – Marie-Louise, avagy a kimenő, rendezte: Manuel Flèche
- 1996 – Csinálj magadból hőst, rendezte: Jacques Audiard
- 1996 – A selyem sikolya, rendezte: Yvon Marciano
- 1998 – Két apának mennyi a fele?, rendezte: Patrice Leconte
- 2001 – A számat figyeld, rendezte: Jacques Audiard
- 2001 – A nap királynője, rendezte: Marion Vernoux
- 2001 – Hallgatási fogadalom, rendezte: Graham Guit
- 2002 – A pók fészke, rendezte: Florent Siri
- 2003 – Burjánzó sejtek, rendezte: Xavier Giannoli
- 2003 – Trisztan, rendezte: Philippe Harel
- 2003 – Rossz idő, rendezte: Sólveig Anspach
- 2003 – Leány gyöngy fülbevalóval, rendezte: Peter Webber
- 2004 – Születés, rendezte: Jonathan Glazer
- 2004 – Nagy zűr Korzikán, rendezte: Alain Berbérian
- 2005 – Apátlan anyátlanok, rendezte: Mike Binder
- 2005 – Halálos szívdobbanás, rendezte: Jacques Audiard
- 2005 – Túszdráma, rendezte: Florent Siri
- 2005 – Casanova, rendezte: Lasse Hallström
- 2005 – Sziriana, rendezte: Stephen Gaghan
- 2006 – Alibi – Ha hiszed, ha nem, rendezte: Matt Checkowski és  Kurt Mattila
- 2006 – Tűzfal, rendezte: Richard Loncraine
- 2006 – Topmodell a barátnőm, rendezte: Francis Veber
- 2006 – Amikor énekes voltam, rendezte: Xavier Giannoli
- 2006 – Színes fátyol, rendezte: John Curran
- 2006 – A királynő, rendezte: Stephen Frears
- 2007 – Michou története, rendezte: Thomas Gilou
- 2007 – Mr. Magorium meseboltja, rendezte: Zach Helm
- 2007 – Ellenséges vágyak, rendezte: Ang Lee
- 2007 – Közeli ellenségek, rendezte: Florent Siri
- 2007 – Szerelmesdalok, rendezte: Christophe Honoré
- 2007 – Az arany iránytű, rendezte: Chris Weitz
- 2008 – Largo Winch – Az örökös, rendezte: Jérôme Salle
- 2008 – Benjamin Button különös élete, rendezte: David Fincher
- 2009 – Szerelem életre-halálra, rendezte: Gilles Bourdos
- 2009 – Chéri – Egy kurtizán szerelme, rendezte: Stephen Frears
- 2009 – Coco Chanel, rendezte: Anne Fontaine
- 2009 – Julie és Julia – Két nő, egy recept, rendezte: Nora Ephron
- 2009 – A próféta, rendezte: Jacques Audiard
- 2009 – A bűn serege, rendezte: Robert Guédiguian
- 2009 – Alkonyat – Újhold, rendezte: Chris Weitz
- 2009 – A fantasztikus Róka úr, rendezte: Wes Anderson
- 2010 – Szellemíró, rendezte: Roman Polański
- 2010 – Tamara Drewe, rendezte: Stephen Frears
- 2010 – A király beszéde, rendezte: Tom Hooper
- 2010 – Harry Potter és a Halál ereklyéi 1., rendezte: David Yates.
- 2011 – Harry Potter és a Halál ereklyéi 2., rendezte: David Yates.
- 2011 – Largo Winch 2. – A burmai összeesküvés, rendezte: Jérôme Salle
- 2011 – A kútásó lánya, rendezte: Daniel Auteuil
- 2011 – Az élet fája, rendezte: Terrence Malick
- 2011 – A hatalom árnyékában, rendezte: George Clooney
- 2011 – Egy hét Marilynnel, rendezte: Simon Curtis
- 2011 – Az öldöklés istene, rendezte: Roman Polański
- 2011 – Rém hangosan és irtó közel, rendezte: Stephen Daldry
- 2012 – Az Argo-akció, rendezte: Ben Affleck
- 2012 – Renoir, rendezte: Gilles Bourdos
- 2012 – Rozsda és csont, rendezte: Jacques Audiard
- 2012 – Holdfény királyság, rendezte: Wes Anderson
- 2012 – Az öt legenda, rendezte: Peter Ramsey
- 2012 – Reality, rendezte: Matteo Garrone
- 2013 – Philomena – Határtalan szeretet, rendezte: Stephen Frears
- 2013 – Vénusz bundában, rendezte: Roman Polański
- 2013 – Zulu, rendezte: Jérôme Salle
- 2013 – Zero Dark Thirty – A Bin Láden hajsza, rendezte: Kathryn Bigelow
- 2014 – A Grand Budapest Hotel, rendezte: Wes Anderson
- 2014 – Godzilla, rendezte: Gareth Edwards
- 2014 – Kódjátszma, rendezte: Morten Tyldum
- 2014 – Műkincsvadászok, rendezte: George Clooney
- 2014 – Rendíthetetlen, rendezte: Angelina Jolie
- 2015 – A szüfrazsett, rendezte: Sarah Gavron
- 2016 – A mélység kalandora, rendezte: Jérôme Salle
- 2016 – Florence – A tökéletlen hang, rendezte: Stephen Frears
- 2016 – A kis kedvencek titkos élete, rendezte: Chris Renaud, Yarrow Cheney
- 2016 – Fény az óceán felett, rendezte: Derek Cianfrance
- 2016 – Szívvel-lélekkel, rendezte: Katell Quillévéré
- 2016 – Amerikai pasztorál, rendezte: Ewan McGregor
- 2017 – Valerian és az ezer bolygó városa, rendezte: Luc Besson
- 2017 – A víz érintése, rendezte: Guillermo del Toro
- 2017 – Suburbicon – Tiszta udvar, rendes ház, rendezte: George Clooney
- 2018 – Kutyák szigete, rendezte: Wes Anderson
- 2018 – A végső hadművelet,[7] rendezte: Chris Weitz
- 2018 – Testvérlövészek, rendezte: Jacques Audiard
- 2018 – Kurszk, rendezte: Thomas Vinterberg
- 2019 – A kis kedvencek titkos élete 2., rendezte: Chris Renaud
- 2019 – Tiszt és kém – A Dreyfus-ügy, rendezte: Roman Polański
- 2019 – Görögország, 2015, rendezte: Costa-Gavras
- 2019 – Kisasszonyok, rendezte: Greta Gerwig
- 2020 – Az éjféli égbolt, rendezte: George Clooney
- 2021 – Eiffel, rendezte: Martin Bourboulon
- 2021 – A Francia Kiadás, rendezte: Wes Anderson
- 2021 – Lui, rendezte: Guillaume Canet
- 2022 – Outfit, rendezte: Graham Moore
- 2022 – Csapó!, rendezte: Michel Hazanavicius
- 2022 – Én vagyok az apád, rendezte: Mathieu Vadepied
- 2022 – Az elveszett király, rendezte: Stephen Frears
- 2022 – Pinokkió, rendezte: Guillermo del Toro
- 2023 – Asteroid City, rendezte: Wes Anderson
- 2023 – Nyad, rendezte: Jimmy Chin, Elizabeth Chai Vasarhelyi
- 2023 – Palace Hotel, rendezte: Roman Polański
- 2023 – Lee, rendezte: Ellen Kuras

## Fontosabb jelölések és díjak
| - 2007 jelölés: legjobb eredeti filmzene (A királynő) - 2009 jelölés: legjobb eredeti filmzene (Benjamin Button különös élete) - 2010 jelölés: legjobb eredeti filmzene (A fantasztikus Róka úr) - 2011 jelölés: legjobb eredeti filmzene (A király beszéde) - 2013 jelölés: legjobb eredeti filmzene (Az Argo-akció) - 2014 jelölés: legjobb eredeti filmzene (Philomena – Határtalan szeretet) - 2015 jelölés: legjobb eredeti filmzene (Kódjátszma) - 2015 díj: legjobb eredeti filmzene (A Grand Budapest Hotel) - 2018 díj: legjobb eredeti filmzene (A víz érintése) - 2019 jelölés: legjobb eredeti filmzene (Kutyák szigete) - 2020 jelölés: legjobb eredeti filmzene (Kisasszonyok) - 2004 jelölés: legjobb európai zeneszerző (Leány gyöngy fülbevalóval) - 2007 díj: legjobb zeneszerző (A királynő) - 2009 jelölés: legjobb zeneszerző (Coco Chanel) - 2010 díj: legjobb zeneszerző (Szellemíró) - 2011 jelölés: legjobb zeneszerző (A király beszéde) - 1997 jelölés: legjobb filmzene (Csinálj magadból hőst) - 2002 jelölés: legjobb filmzene (A számat figyeld) - 2006 díj: legjobb filmzene (Halálos szívdobbanás) - 2008 jelölés: legjobb filmzene (Közeli ellenségek) - 2010 jelölés: legjobb filmzene (A próféta) - 2011 díj: legjobb filmzene (Szellemíró) - 2013 díj: legjobb filmzene (Rozsda és csont) - 2014 jelölés: legjobb filmzene (Vénusz bundában) - 2019 jelölés: legjobb filmzene (Testvérlövészek) - 2020 jelölés: legjobb filmzene (Tiszt és kém – A Dreyfus-ügy) - 2023 jelölés: legjobb filmzene (Csapó!) | - 2004 jelölés: legjobb eredeti filmzene (Leány gyöngy fülbevalóval) - 2006 jelölés: legjobb eredeti filmzene (Sziriana) - 2007 díj: legjobb eredeti filmzene (Színes fátyol) - 2009 jelölés: legjobb eredeti filmzene (Benjamin Button különös élete) - 2011 jelölés: legjobb eredeti filmzene (A király beszéde) - 2013 jelölés: legjobb eredeti filmzene (Az Argo-akció) - 2015 jelölés: legjobb eredeti filmzene (Kódjátszma) - 2016 jelölés: legjobb eredeti filmzene (A dán lány) - 2018 díj: legjobb eredeti filmzene (A víz érintése) - 2021 jelölés: legjobb eredeti filmzene (Az éjféli égbolt) - 2022 jelölés: legjobb eredeti filmzene (A Francia Kiadás) - 2023 jelölés: legjobb eredeti filmzene (Pinokkió) - 2023 jelölés: legjobb eredeti filmbetétdal (Pinokkió) - 2004 jelölés: legjobb filmzene: (Leány gyöngy fülbevalóval) - 2007 jelölés: legjobb filmzene: (A királynő) - 2009 jelölés: legjobb filmzene: (Benjamin Button különös élete) - 2010 jelölés: legjobb filmzene: (A fantasztikus Róka úr) - 2011 díj: legjobb filmzene: (A király beszéde) - 2013 jelölés: legjobb filmzene: (Az Argo-akció) - 2015 díj: legjobb filmzene: (A Grand Budapest Hotel) - 2018 díj: legjobb filmzene: (A víz érintése) - 2019 jelölés: legjobb filmzene: (Kutyák szigete) - 2020 jelölés: legjobb filmzene: (Kisasszonyok) - 2022 jelölés: legjobb filmzene: (A Francia Kiadás) - 2023 jelölés: legjobb filmzene: (Pinokkió) - 2006 díj: legjobb eredeti filmzene szerzője (Halálos szívdobbanás) - 2010 díj: legjobb eredeti filmzene szerzője (A próféta, A bűn serege, Szerelem életre-halálra, Coco Chanel, Chéri – Egy kurtizán szerelme) - 2011 díj: legjobb eredeti filmzene szerzője (Szellemíró) - 2013 díj: legjobb eredeti filmzene szerzője (Rozsda és csont, Cloclo) - 2014 díj: legjobb eredeti filmzene szerzője (Renoir) |

### Egyéb díjak
- 2005 : Berlinale – (Ezüst Medve díj a legjobb filmzenének) - Halálos szívdobbanás
- 2006 : Los Angeles Film Critics Association Awards – Színes fátyol és A királynő
- 2007 : BMI Film & TV Awards – A királynő
- 2007 : World Soundtrack Awards – A királynő
- 2007 : Golden Horse Film Festival – Ellenséges vágyak
- 2009 : BMI Film & TV Awards – Benjamin Button különös élete
- 2010 : BMI Film & TV Awards – A fantasztikus Róka úr, Julie & Julia – Két nő, egy recept és Alkonyat – Újhold
- 2012 : BMI Film & TV Awards – Harry Potter és a Halál ereklyéi 2.
- 2012 : Grammy-díj a legjobb filmzenének – A király beszéde
- 2012 : St. Louis Film Critics Association Awards – Holdfény királyság
- 2012 : Satellite Award : legjobb eredeti filmzene – Az Argo-akció
- 2013 : International Film Music Critics Association (IFCA) Awards – Az öt legenda
- 2013 : BMI Film & TV Awards – Az Argo-akció, Az öt legenda és Zero Dark Thirty – A Bin Láden hajsza
- 2014 : Velencei Nemzetközi Filmfesztivál – kritikusok díja
- 2015 : Grammy-díj a legjobb filmzenének – A Grand Budapest Hotel
- 2016 : Német Filmdíj – legjobb filmzene – Every Thing Will Be Fine
- 2016 : FMF Krakkói Filmzene Fesztivál – legjobb filmzeneszerző, életműdíj
- 2017 : Velencei Nemzetközi Filmfesztivál – legjobb filmzene – A víz érintése
- 2017 : Las Vegas Film Critics Society Awards – legjobb filmzene – A víz érintése
- 2017 : New Mexico Film Critics – legjobb eredeti filmzene – A víz érintése
- 2017 : Online Film & Television Association – legjobb eredeti filmzene – A víz érintése
- 2017 : Phoenix Film Critics Society Awards – legjobb eredeti filmzene – A víz érintése
- 2017 : Utah Film Critics Association Awards – legjobb eredeti filmzene – A víz érintése
- 2017 : IFMCA-díj – legjobb eredeti zene filmvígjátéknak – A víz érintése
- 2017 : IFMCA-díj – az év filmzeneszerzője
- 2018 : BMI Film & TV Awards – A víz érintése
- 2018 : International Online Cinema Awards (INOCA) – legjobb eredeti filmzene – Kutyák szigete
- 2018 : IFMCA-díj – az év filmzeneszerzője
- 2019 : Boston Society of Film Critics Awards – legjobb eredeti filmzene – Kisasszonyok
- 2020 : Lumières-díj – legjobb zene – Görögország, 2015
- 2020 : IFMCA-díj – legjobb eredeti zene filmdrámának – Kisasszonyok